# Diego Carranza (taekwondo)
Diego Carranza es un deportista costarricense que compitió en taekwondo. Ganó una medalla de bronce en el Campeonato Panamericano de Taekwondo de 1986, en la categoría de –76 kg.

## Palmarés internacional
| Campeonato Panamericano | Campeonato Panamericano | Campeonato Panamericano | Campeonato Panamericano |
| Año                     | Lugar                   | Medalla                 | Categoría               |
| ----------------------- | ----------------------- | ----------------------- | ----------------------- |
| 1986                    | Guayaquil (Ecuador)     | Medalla de bronce       | –76 kg                  |